# Melanie Hirsch
Melanie Hirsch (* 1975 in Stuttgart) ist eine deutsche Opernsängerin (Sopran). Sie hat verschiedene Preise gewonnen, unter anderem war sie Preisträgerin des Internationalen Gesangswettbewerbs der Kammeroper Schloss Rheinsberg und gewann 2004 zusammen mit ihrer Pianistin Alexandra Ismer den Publikumspreis des Internationalen Wettbewerbs für Liedkunst in Stuttgart.

## Leben
Melanie Hirsch studierte von 1998 bis 2004 Gesang bei Markus Köhler an der Hochschule für Musik Detmold; parallel dazu machte sie ihr Erstes Staatsexamen in Jura an der Universität Bielefeld.
Von 2004 bis 2006 war Melanie Hirsch im Rahmen eines Stipendiums der Jürgen-Ponto-Stiftung Ensemblemitglied am Opernhaus Halle und wird seither von Romelia Lichtenstein unterrichtet. Im Herbst 2006 sang sie die Prinzessin Berenice in der Barockoper Arsinoe von Reinhard Keiser in einer Produktion der Berliner Kammeroper.
Seit der Spielzeit 2006/2007 ist sie Ensemblemitglied des Staatstheaters Nürnberg. Dort sang sie das Ännchen in Carl Maria von Webers Freischütz, die Valencienne in der Lustigen Witwe, sowie Siebel in Gounods Faust. 2007 war sie in Richard Wagners Ring als Rheintochter Wellgunde und als Gerhilde im Rheingold, der Walküre und in der Götterdämmerung unter der Leitung von Christoph Prick zu hören.